# Felling
Felling è una città di 8 908 abitanti della contea del Tyne and Wear, in Inghilterra.